# Ad Deir
Ad Deir (Arabisch: الدير, 'het klooster') is een in de rotsen uitgehouwen bouwwerk in de oude Jordaanse stad Petra, gelegen in het huidige Jordanië. Het monument werd door de Nabateeërs in de eerste eeuw gebouwd. Volgens het informatiebord dat bij het klooster staat, is het 51 meter hoog en 49 meter breed.

## Geschiedenis en gebruik
Ad Deir werd in het midden van de 1e eeuw na Christus gebouwd en diende, anders dan de huidige naam doet vermoeden, aanvankelijk niet als klooster. Ad Deir was waarschijnlijk ook niet bedoeld als grafruimte. In 2004 werden twee vervallen stenen banken langs de zaalwanden ontdekt, die de indruk wekken dat Ad Deir heeft gediend als het mausoleum van de heerser. Een inscriptie lijkt te wijzen op een verband met de cultus van koning Obodas I van de Nabateeërs, die aan het begin van de 1e eeuw voor Christus heerste, hoewel de precieze relatie onduidelijk is.

## Bouwwijze
De gevel is als een bas-reliëf uitgehouwen uit het rotsmassief. De structuur van Ad Deir is vergelijkbaar met die van Al Khazneh. In beide gevallen is de bovenste verdieping ontworpen als een onderbroken fronton, met in het midden een tholos die wordt bekroond door een tien meter hoge urn. Binnen het complex is er een kamer die 12,5 bij 10 meter meet met een hoogte van 15 meter en is toegankelijk door een deur die 8 meter hoog is. De achterwand van de kamer heeft een door twee trappen geflankeerde grote uitsparing. Hier vonden vermoedelijk rituelen plaats. Nadat het christendom in de 4e eeuw de officiële religie was geworden, diende het gebouw als klooster; vandaar de huidige benaming.